# جيد مور
جيد مور (بالإنجليزية: Jade Moore) (22 أكتوبر 1990 في المملكة المتحدة - ) هي لاعبة كرة قدم بريطانية في مركز الوسط. شاركت مع منتخب إنجلترا لكرة القدم للسيدات. أما مع النوادي، فقد لعبت مع Leeds United Women F.C. ‏ وNotts County Ladies F.C. ‏ وBirmingham City W.F.C. ‏.

## وصلات خارجية
- جيد مور على موقع الاتحاد الدولي (مؤرشف)  (الإنجليزية)
- جيد مور على موقع الاتحاد الأوربي (الإنجليزية)
- جيد مور على موقع قاعدة بيانات كرة القدم.إي يو (الإنجليزية)
- جيد مور على موقع Soccerway.com (الإنجليزية)
- جيد مور على موقع عالم كرة القدم.نت (الإنجليزية)